# Neuville-sur-Seine
Pour les articles homonymes, voir Neuville.
Neuville sur Seine est une commune française, située dans le département de l'Aube en région Grand Est.

## Géographie
| Polisy             | Buxeuil            | Celles-sur-Ource |
| Balnot-sur-Laignes | Neuville-sur-Seine | Landreville      |
| Les Riceys         |                    | Gyé-sur-Seine    |

### Hydrographie
La commune est dans la région hydrographique « la Seine de sa source au confluent de l'Oise (exclu) » au sein du bassin Seine-Normandie. Elle est drainée par la Seine, la Laignes et la Seine,.
La Seine, un fleuve long de 775 km, coule dans le Bassin parisien et notamment dans le département de l’Aube en le traversant du sud-est au nord-ouest. Elle irrigue la commune dans sa partie centrale.
La Laignes, d'une longueur de 33 km, prend sa source dans la commune de Laignes et se jette  dans la Seine à Polisy, après avoir traversé dix communes.

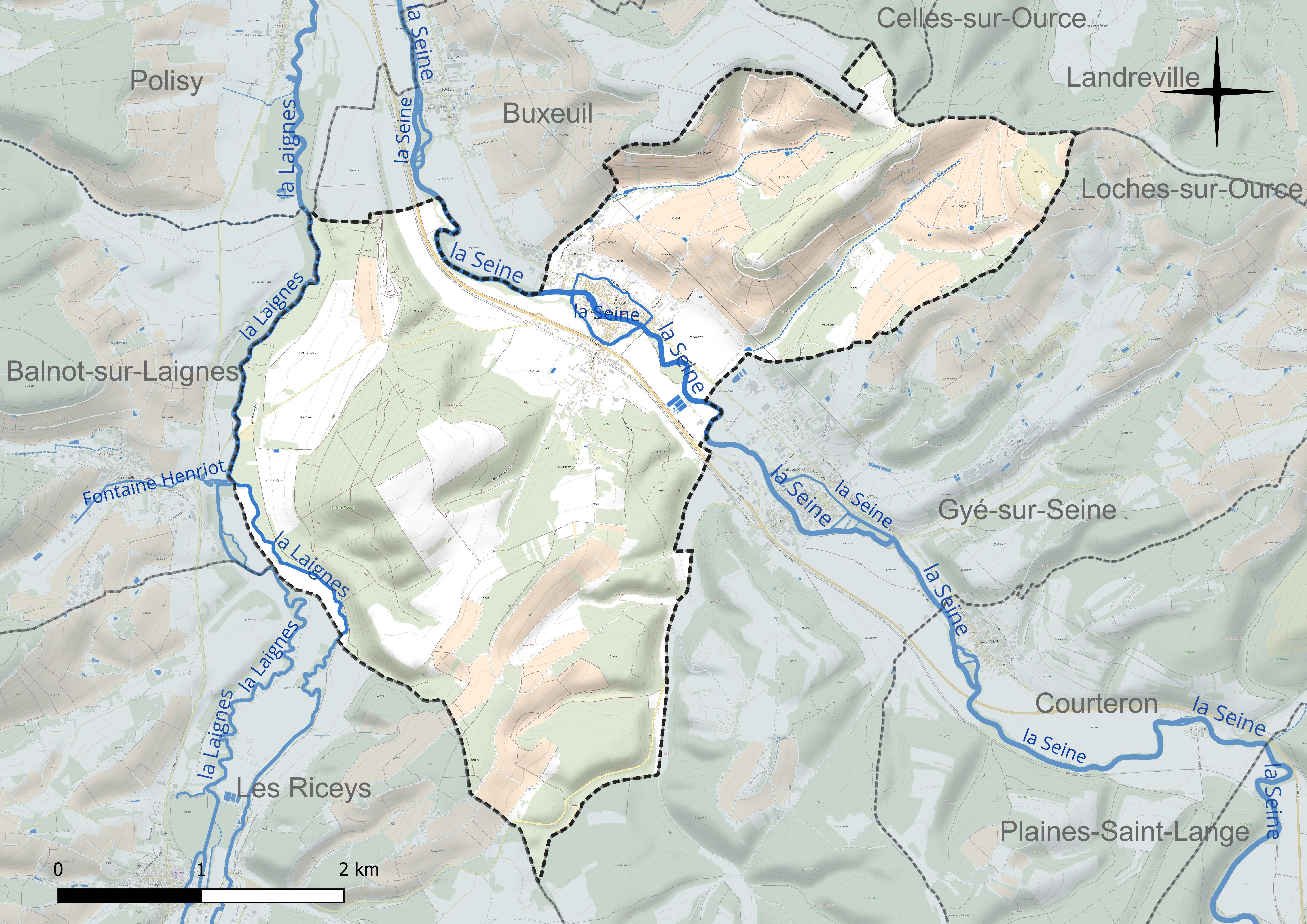
Réseau hydrographique de Neuville-sur-Seine.

### Climat
Pour des articles plus généraux, voir Climat du Grand Est et Climat de l'Aube.
En 2010, le climat de la commune est de type climat océanique dégradé des plaines du Centre et du Nord, selon une étude du Centre national de la recherche scientifique s'appuyant sur une série de données couvrant la période 1971-2000. En 2020, Météo-France publie une typologie des climats de la France métropolitaine dans laquelle la commune est exposée à un climat océanique altéré et est dans la région climatique Lorraine, plateau de Langres, Morvan, caractérisée par un hiver rude (1,5 °C), des vents modérés et des brouillards fréquents en automne et hiver.
Pour la période 1971-2000, la température annuelle moyenne est de 10,3 °C, avec une amplitude thermique annuelle de 15,5 °C. Le cumul annuel moyen de précipitations est de 809 mm, avec 12,8 jours de précipitations en janvier et 8,4 jours en juillet. Pour la période 1991-2020, la température moyenne annuelle observée sur la station météorologique de Météo-France la plus proche, « Celles-sur-ource », sur la commune de Celles-sur-Ource à 4 km à vol d'oiseau, est de 11,4 °C et le cumul annuel moyen de précipitations est de 747,2 mm. 
La température maximale relevée sur cette station est de 40,6 °C, atteinte le 25 juillet 2019 ; la température minimale est de −15 °C, atteinte le 1er mars 2005,,.
Les paramètres climatiques de la commune ont été estimés pour le milieu du siècle (2041-2070) selon différents scénarios d'émission de gaz à effet de serre à partir des nouvelles projections climatiques de référence DRIAS-2020. Ils sont consultables sur un site dédié publié par Météo-France en novembre 2022.

## Urbanisme

### Typologie
Au 1er janvier 2024, Neuville-sur-Seine est catégorisée commune rurale à habitat dispersé, selon la nouvelle grille communale de densité à 7 niveaux définie par l'Insee en 2022.
Elle est située hors unité urbaine et hors attraction des villes,.

### Occupation des sols
L'occupation des sols de la commune, telle qu'elle ressort de la base de données européenne d’occupation biophysique des sols Corine Land Cover (CLC), est marquée par l'importance des territoires agricoles (54,3 % en 2018), en diminution par rapport à 1990 (56 %). La répartition détaillée en 2018 est la suivante : 
forêts (41,9 %), cultures permanentes (26,9 %), terres arables (20,8 %), prairies (4,8 %), zones urbanisées (3,8 %), zones agricoles hétérogènes (1,9 %). L'évolution de l’occupation des sols de la commune et de ses infrastructures peut être observée sur les différentes représentations cartographiques du territoire : la carte de Cassini (XVIIIe siècle), la carte d'état-major (1820-1866) et les cartes ou photos aériennes de l'IGN pour la période actuelle (1950 à aujourd'hui).

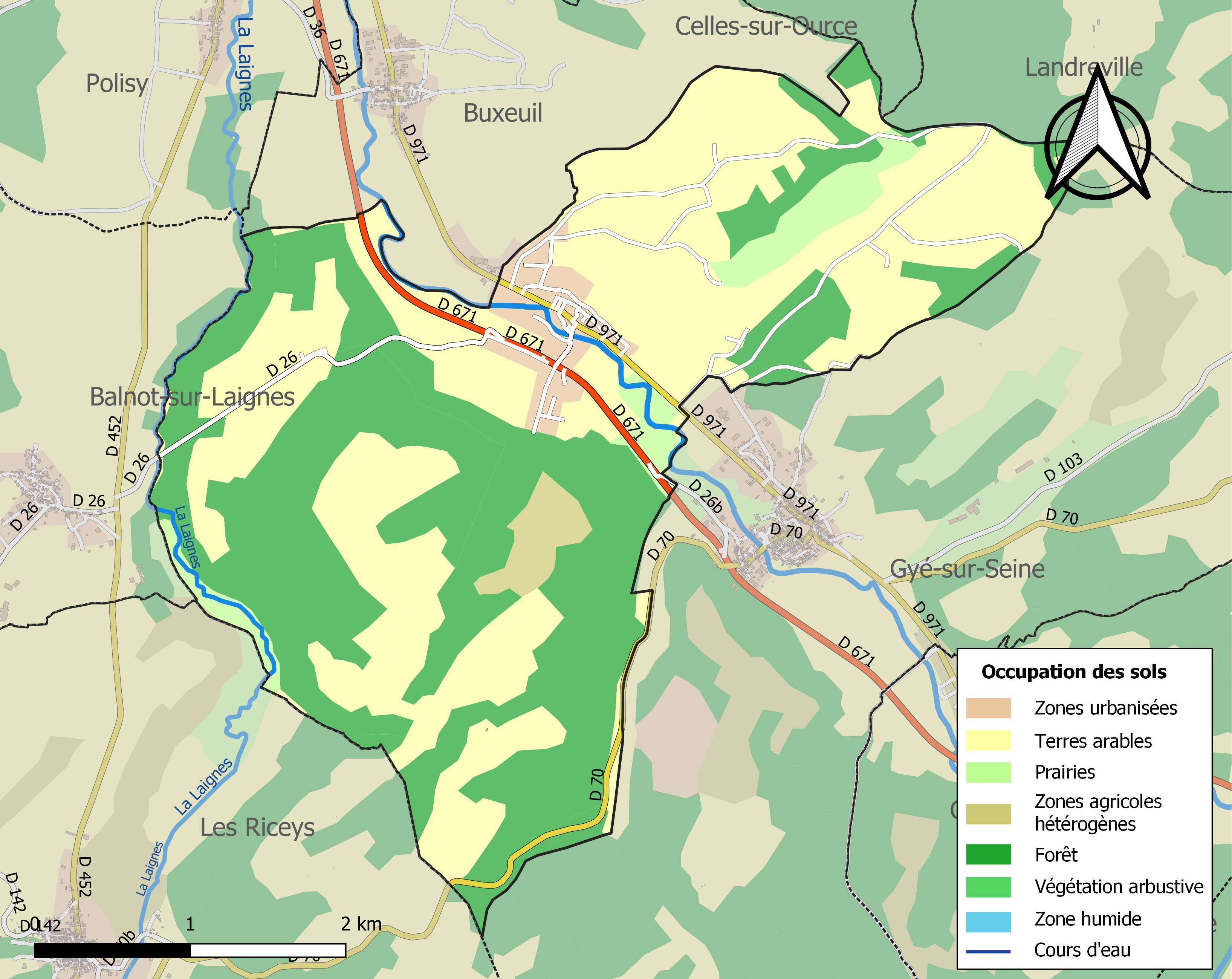
Carte des infrastructures et de l'occupation des sols de la commune en 2018 (CLC).

## Site naturel
- Les forêts entourant le village comportent de nombreuses espèces végétales rares ou protégées, ce qui en fait une des stations botaniques forestières les plus riches du département de l'Aube : on y trouve aussi bien des espèces méridionales (qui, en dehors du Sud de la France, ne s'observent que dans une dizaine de localités dans l'Aube et la Côte d'Or), que des espèces issues de l'Europe centrale (grosse population de narcisse des poètes, céphalanthère rouge), ou des espèces submontagnardes, notamment dans les lisières et sur les chemins bien ensoleillés (gentiane jaune et carline acaule qui ne se rencontrent pour le département de l'Aube que dans certaines localités du Barséquanais).
- Quatre espèces sont protégées au niveau régional et quatre sont inscrites sur la liste rouge des végétaux menacés en Champagne-Ardenne, ce qui est exceptionnel pour un milieu forestier. Les lisières et milieux ouverts sont fréquentés par la mante religieuse et la petite cigale des montagnes.

## Histoire

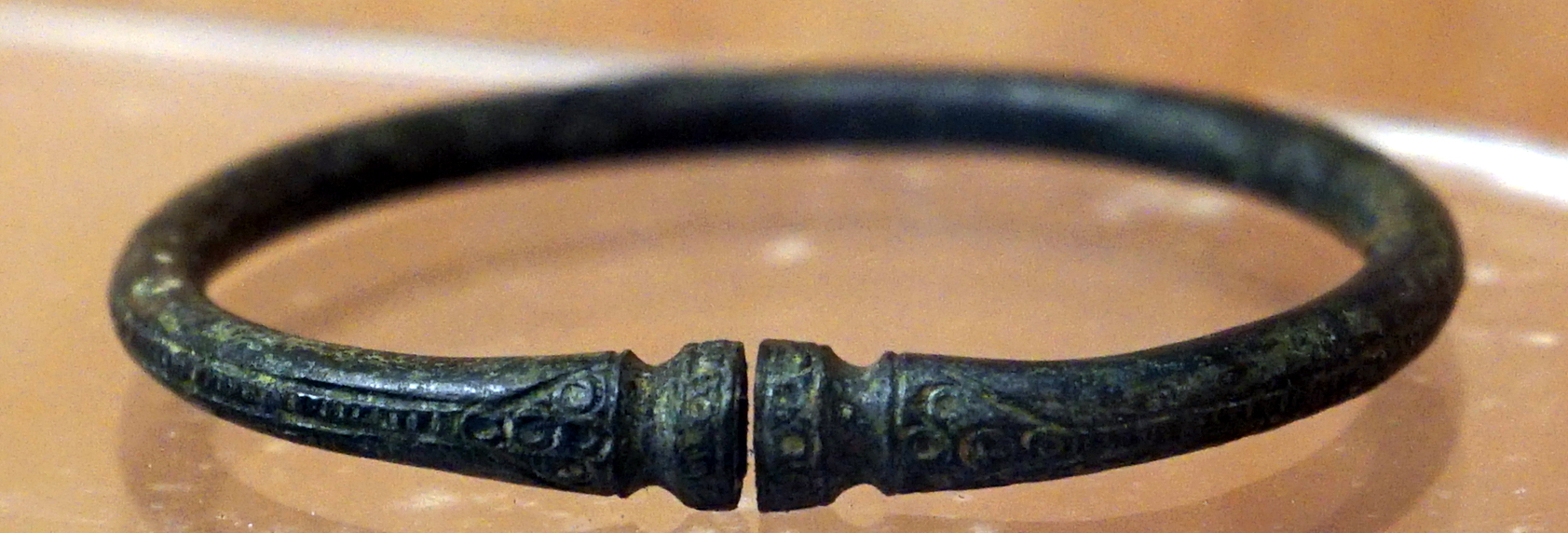
Bracelet à tampons de la Tène présenté au musée Saint-Loup.

En 1789, le village dépendait de l'intendance et de la généralité de Châlons, de l'élection de Bar-sur-Aube, du bailliage seigneurial de Gyé-sur-Seine.
- L’église est dédiée à la Nativité de la Vierge Marie. Son clocher du XIIe siècle est la partie la plus ancienne et le seul vestige de l’église primitive.En effet l’église fut en partie détruite en 1474 durant la lutte qui opposa Louis XI à Charles le Téméraire. La nef et le chœur, plus récents, sont du XVIe siècle.
- Deux retables de Jean-Baptiste Bouchardon[16] ornent les chapelles latérales.

- Le 31 Août 2024, les habitants de Neuvilles-sur-Seine célèbrent les 160 ans de Notre Dame des Vignes au pied de la statue. La deputée de la 2nd circonscription de l'Aube et le Père Yves interviennent pour cet événement, un discours sur l'Histoire de la statue est prononcé par Mlle Enora Lochey. À la suite de cette celebration, une soirée est organisée par le comité des fêtes de la commune.

## Politique et administration
| Période                                  | Période      | Identité                                       | Étiquette | Qualité                                              |
| ---------------------------------------- | ------------ | ---------------------------------------------- | --------- | ---------------------------------------------------- |
| ??                                       | ??           | Mr. Abel Miney                                 |           |                                                      |
| ??                                       | 1983         | Mr. Pierre Daniel                              |           | Retraité de la Gendarmerie                           |
| 1983                                     | 1988         | Mr. Pierre Gillet                              |           | Viticulteur                                          |
| 1988                                     | 2001         | Mr. Guy Millot                                 |           | Viticulteur                                          |
| mars 2001                                | juillet 2016 | Mme Nicole Herard                              | DVD       | Retraitée de l'enseignement décès en cours de mandat |
| novembre 2016                            | En cours     | M. Gérard Hugot Réélu pour le mandat 2020-2026 | DVD       | viticulteur                                          |
| Les données manquantes sont à compléter. |              |                                                |           |                                                      |

## Démographie
L'évolution du nombre d'habitants est connue à travers les recensements de la population effectués dans la commune depuis 1793. Pour les communes de moins de 10 000 habitants, une enquête de recensement portant sur toute la population est réalisée tous les cinq ans, les populations de référence des années intermédiaires étant quant à elles estimées par interpolation ou extrapolation. Pour la commune, le premier recensement exhaustif entrant dans le cadre du nouveau dispositif a été réalisé en 2005.

En 2022, la commune comptait 383 habitants, en évolution de −14,51 % par rapport à 2016 (Aube : +0,7 %, France hors Mayotte : +2,11 %).
| 1793 | 1800 | 1806 | 1821 | 1831 | 1836  | 1841 | 1846 | 1851 |
| ---- | ---- | ---- | ---- | ---- | ----- | ---- | ---- | ---- |
| 939  | 995  | 941  | 917  | 981  | 1 018 | 966  | 963  | 972  |

| 1856 | 1861 | 1866 | 1872 | 1876 | 1881 | 1886 | 1891 | 1896 |
| ---- | ---- | ---- | ---- | ---- | ---- | ---- | ---- | ---- |
| 895  | 950  | 936  | 880  | 846  | 830  | 848  | 842  | 816  |

| 1901 | 1906 | 1911 | 1921 | 1926 | 1931 | 1936 | 1946 | 1954 |
| ---- | ---- | ---- | ---- | ---- | ---- | ---- | ---- | ---- |
| 814  | 723  | 611  | 545  | 553  | 495  | 467  | 475  | 469  |

| 1962 | 1968 | 1975 | 1982 | 1990 | 1999 | 2005 | 2006 | 2010 |
| ---- | ---- | ---- | ---- | ---- | ---- | ---- | ---- | ---- |
| 429  | 391  | 380  | 346  | 357  | 351  | 365  | 367  | 397  |

| 2015 | 2020 | 2022 | - | - | - | - | - | - |
| ---- | ---- | ---- | - | - | - | - | - | - |
| 443  | 395  | 383  | - | - | - | - | - | - |

## Lieux et monuments
- Église de la Nativité-de-la-Vierge-Marie du 12e/16e.
- Chapelle Sainte-Philomène datant de 1843.
- Statue colossale de Notre-Dame des Vignes 1864, restaurée en 1980 : statue de 5 m, par Nadège Mermet, posée sur une colonne de 17 m, tenant une grappe de raisin et implorant le ciel pour la protection des vignes.
- Borne-frontière des provinces de Champagne et de Bourgogne du 18e.
- Musée des communications contenant de nombreux matériels rares depuis les débuts de la télégraphie jusqu'à aujourd'hui

## Héraldique
| Blason de Neuville-sur-Seine | Blason  | De gueules à la croix celtique d'argent mouvant de la pointe surmontée du monogramme de la Sainte Vierge de sable*, chaussé d'or à deux grappes de raisin de gueules tigées et feuillées de sinople. |
| Blason de Neuville-sur-Seine | Détails | * Il y a là non-respect de la règle de contrariété des couleurs : ces armes sont fautives. Le statut officiel du blason reste à déterminer.                                                          |